# Pegomya brunnescens
Pegomya brunnescens är en tvåvingeart som beskrevs av Wei 1988. Pegomya brunnescens ingår i släktet Pegomya och familjen blomsterflugor. Inga underarter finns listade i Catalogue of Life.